# Skublics Ödön
Besenyői és velikei Skublics Ödön Pál József (Zalaegerszeg, 1876. december 25. – Badacsony, 1957. augusztus 20.), zalai földbirtokos, zalaegerszegi főszolgabíró, Zala vármegye törvényhatóság tagja.

## Élete
A Zala vármegyei nemesi származású besenyői és velikei Skublics család sarja. Édesapja besenyői és velikei Skublics Zsigmond (1834–1911), zalai adószedő, közbirtokos, édesanyja vizeki Tallián Ilona (1841–1925) volt. Apai nagyszülei besenyői és velikei Skublics József (1783–1850), huszárkapitány, földbirtokos, és a zalaegerszegi polgári származású Renner Borbála (1811–1859) voltak. Anyai nagyszülei vizeki Tallián Pál (1811–1898), somogyi főszolgabíró és névedi Botka Hermina (1821–1909), akik egyben a keresztszülei is voltak. Apai nagybátyja, besenyői és velikei Skublics Jenő (1839–1901) politikus, a Zala megyei Szabadelvű Párt elnöke, Zala vármegye törvényhatósági és közigazgatási bizottságnak a tagja volt.
Tanulmányai befejezése után, Zala vármegye közigazgatásán kezdte pályafutását. Először 1903. október 21-étől az 1910-es évek végéig keszthelyi járás szolgabírája lett. Az 1910-es évek első fele szolgabíró volt az zalaegerszegi járáson, majd 1914. szeptember 14. és 1938. november 30. között volt a zalaegerszegi járás főszolgabírája.

## Házassága és gyermekei
1904. január 9.-én Zalaegerszegen feleségül vette koppányi Háry Magdolna Flóra "Lenke" (*Zalaegerszeg, 1885. április 27.–†) kisasszonyt, akinek a szülei dr. Háry István (1848–1908), királyi tanácsos, Zalavármegye tiszti főorvosa, földbirtokos és nyírlaki Osterhuber Franciska voltak. a násznagyok voltak: a vőlegény részéről vizeki Tallián Andor somogymegyei nagybirtokos, a menyasszony részéről nyírlaki Oszterhuber László királyi táblabíró volt. A frigyből származott:
- Skublics Franciska (1904-1999). Férje óhidi Szigethy Tibor Ferenc Elemér (*Zalaegerszeg, 1892. június 4.–†Zalaegerszeg, 1938. május 14.) huszár őrnagy.[5][6]

Később elvette 1914. július 22.-én Nagyszebenben bibarczfalvi Mihály Arankát (1884-1942). A házasságból született:
- Skublics Edit (1915-1985). Férje rátki és salamonfai dr. Barthodeiszky Emil (1912-1985).
- Skublics Edmunda (1921-?). Először Gaál Béla (1919-1980), majd Székely Zoltán (1920-1984) felesége.